# Корнељу Манеску
Корнелије или Корнељу Манеску (6. фебруар 1916 — Букурешт, 26. јун 2000) био румунски комунистички политичар, који је био министар спољних послова Румуније између 1961. и 1972. године, а такође и председник Генералне скупштине УН-а, први председник комунистичке земље која је деловала.